# Dany Heatley
Pour les articles homonymes, voir Heatley.
Daniel James Heatley (né le 21 janvier 1981 à Fribourg-en-Brisgau en Allemagne de l'Ouest) est un joueur professionnel de hockey sur glace de nationalités canadienne et allemande. Sa mère est allemande et son père Murray, canadien, est un joueur de hockey sur glace.

## Biographie

### Ses débuts
Dany Heatley naît le 21 janvier 1981 à Fribourg-en-Brisgau en Allemagne de l'Ouest. Il est un des deux enfants avec Mark de Karin et Murray Heatley, qui jouait avec le ERC Freiburg dans la 2. Bundesliga. Ce dernier connaît sa meilleure saison en 1980-1981 dans lequel il inscrit 68 buts pour 133 points en 43 parties. Lorsque son père a pris sa retraite, la famille déménage à Calgary dans l'Alberta. Heatley grandit en idôlant les Flames de Calgary de la Ligue nationale de hockey et également Brett Hull.
Jouant pour les Blazers puis les Buffaloes de Calgary dans l'Alberta Midget Hockey League, il réalise 81 points en 36 matchs en 1997-1998 pour remporter le Harry Allen Memorial Trophy, trophée annuel remis au meilleur pointeur de la ligue. La saison suivante, il joue pour les Canucks de Calgary dans la Ligue de hockey junior de l'Alberta (LHJA). Avec 70 buts et 126 points, il est désigné meilleur joueur de la Ligue canadienne de hockey junior (LCHJ).
Il rejoint l'Université du Wisconsin et joue pour les Badgers de la Western Collegiate Hockey Association dans le championnat universitaire de la National Collegiate Athletic Association faisant ses débuts en 1999-2000. Fin décembre, il prend part au championnat du monde junior 2000 avec l'équipe du Canada. Les joueurs canadiens gagnent la médaille de bronze après avoir vaincu les États-Unis 4-3 en fusillade lors du match pour la troisième place.

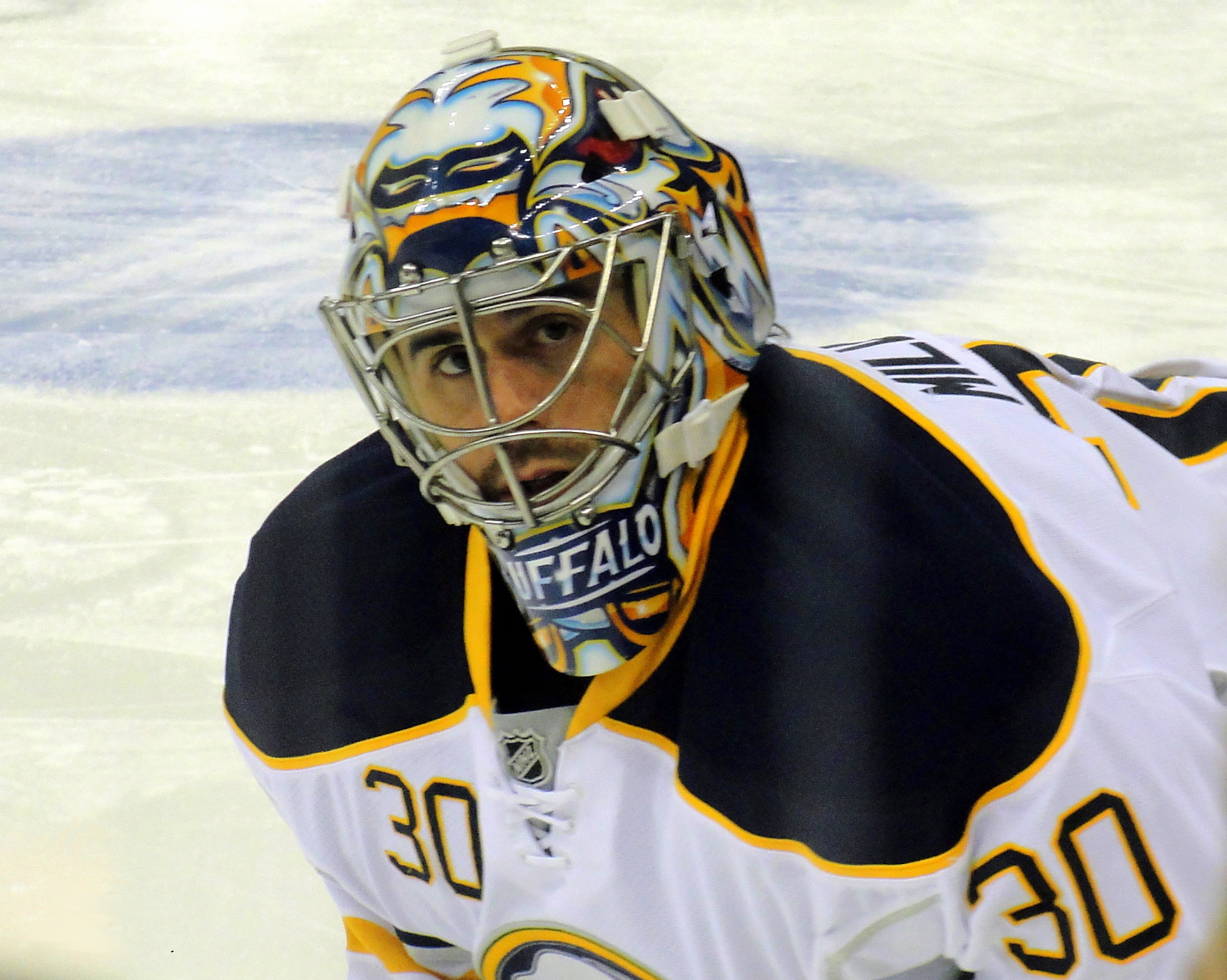
Ryan Miller (ici avec les Sabres de Buffalo) remporte le trophée Hobey Baker devant Heatley en 2001

Il récolte 56 points, dix de moins que Steven Reinprecht, le meilleur pointeur de l'équipe et dans la WCHA. Heatley est le deuxième buteur dans la ligue avec 28 réalisations derrière Lee Goren du Fighting Sioux de l'Université du Dakota du Nord qui compte 34 buts. Wisconsin remporte la Coupe MacNaughton de la meilleure équipe de la saison régulière en WCHA puis au point de vue individuel, Heatley figure dans la première équipe d'étoiles de la WCHA ainsi que l'équipe des recrues en plus d'être la recrue de l'année dans la ligue. Au niveau de la NCAA, il est sélectionné dans la deuxième équipe d'étoiles All-Americain dans l'Ouest de la NCAA. Heatley participe au repêchage d'entrée dans la Ligue nationale de hockey et il est le premier choix des Thrashers d'Atlanta, le deuxième au total derrière Rick DiPietro choisi par les Islanders de New York.
En 2000-2001, Heatley profite du départ de Reinprecht qui a reçu son diplôme de l'université en terminant meneur chez les Badgers avec 57 points, presque le même que la saison précédente, mais presque le double de Matt Murray, deuxième pointeur de l'équipe avec 29 points. Il joue encore une fois le championnat du monde junior se tenant en Russie. L'Équipe Canada remporte une nouvelle fois la médaille de bronze contre les Suédois en prolongation.
Les Badgers jouèrent le tournoi de la NCAA et après une victoire 4-1 au premier contre les Friars de Providence College mais s'inclinent lors des quarts de finale contre les Spartans de l'Université d'État du Michigan par la marque de 5-1. Heatley fait partie de la deuxième équipe d'étoiles de la WCHA et dans la première équipe d'étoiles All-Americain dans l'Ouest de la NCAA en plus d'être finaliste pour le trophée Hobey Baker remis au meilleur joueur de la NCAA mais est remporté par le gardien de but Ryan Miller.

### Les Thrashers d'Atlanta

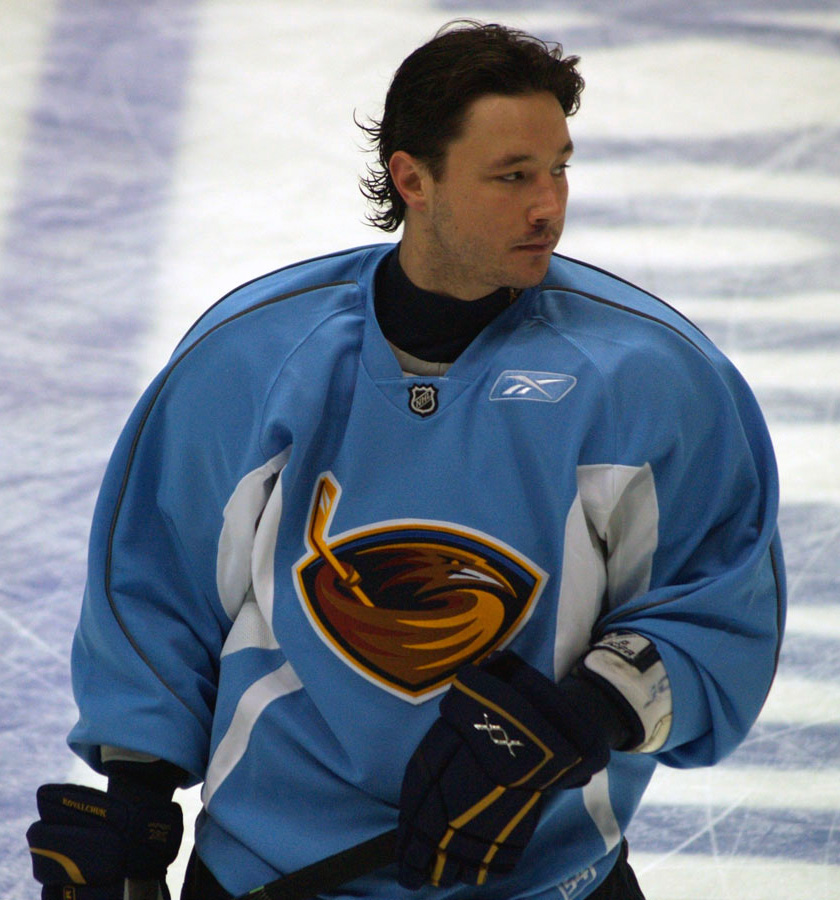
Ilia Kovaltchouk arrive dans la LNH en même temps que Heatley en 2001-2002.

Heatley rejoint l’effectif professionnel des Thrashers et marque son premier but le 19 octobre contre les Rangers de New York face au gardien de but Dan Blackburn. Il joue l’intégralité de la saison 2001-2002 dans la LNH et il est mis en avant en février 2002 en participant au 52e Match des étoiles de la ligue dans le match des recrues. Heatley est le meilleur pointeur-recrue de la saison avec 67 points, soit 16 de plus que son coéquipier Ilia Kovaltchouk qui joue également sa première saison dans la ligue et premier choix du repêchage de 2001. Avec Kristian Huselius des Panthers de la Floride, ils sont tous les trois en concurrence pour le trophée Calder de la meilleure recrue de la saison qui est finalement remporté par Heatley alors que Kovaltchouk est deuxième. Les deux joueurs sont également sélectionnés dans l’équipe des recrues de la saison. Cependant, l’équipe ne compte que 19 victoires et manque les séries éliminatoires de la Coupe Stanley.
Heatley fait ses débuts en tant que senior avec l'équipe du Canada à l'occasion du championnat du monde joué en Suède. Heatley marque son premier but du championnat contre la Suisse lors du tour de qualification. La parcours du Canada s'arrête en quarts de finale alors qu'ils perdent 3-2 contre la Slovaquie ceci malgré une avance de 2-0 et le pointage ouvert par Heatley.
La saison suivante, encore une fois, Heatley est un des meilleurs joueurs de l’équipe et il participe au 53e Match des étoiles. ; auteur de quatre buts et une aide, il est nommé meilleur joueur du match. À l’issue de la saison, le Canadien est le meilleur pointeur des Thrashers avec 89 réalisations mais comme la saison précédente, cela ne suffit pas pour se qualifier pour les séries.
L'élimination des Thrashers permet à Heatley de rejoindre une nouvelle fois le Canada lors du championnat du monde 2003 en Finlande. Heatley marque un but à chacun des trois matchs du tour préliminaire. Lors des quarts de finale contre la République tchèque, il marque trois buts et réalise par le fait même un coup du chapeau puis l'équipe est qualifiée pour la finale contre la Suède. Son équipe remporte la première médaille d'or aux Canadiens depuis 1997 grâce à un but d'Anson Carter en prolongation. Avec sept buts et trois aides en neuf matchs, Heatley fait partie de l'équipe-type du tournoi et parmi ses coéquipiers nationaux, le gardien de but Sean Burke et le défenseur Jay Bouwmeester sont présents.
Le 29 septembre 2003, les deux coéquipiers Dan Snyder et Heatley ont un accident de voiture à bord de la Ferrari 360 Modena de ce dernier. Sur une route sinueuse, il perd le contrôle de la voiture qui rentre en collision avec un pilier de briques et les deux joueurs sont éjectés du véhicule. Ils sont tous les deux hospitalisés, Heatley souffrant de blessures plus légères que son coéquipier Snyder qui, victime d’une fracture du crâne, meurt le 5 octobre après six jours dans le coma. Heatley plaide coupable pour quatre délits mineurs en échange de l’abandon par la cour des charges de meurtre au premier degré et est finalement condamné à trois ans avec sursis, des amendes et des travaux d’utilité publique,. Il ne joue qu'une trentaine de matchs de la saison 2003-2004 et Kovaltchouk prend sa place de meilleur pointeur de l’équipe. Dixièmes de l'Association de l'Est, les Thrashers ne parviennent toujours pas à se qualifier pour les séries.

### Les années 2004 et 2005
Heatley rejoint de nouveau la sélection canadienne lors du Mondial 2004. Il marque dans deux des trois matchs du tour préliminaire contre l'Autriche, comptant dans ses rangs l'espoir des Sabres de Buffalo Thomas Vanek, et la Suisse. Lors des quarts de finale contre les Finlandais, Heatley marque un doublé dont le but vainqueur en prolongation. Les Canadiens parviennt à défendre leur titre de champion du monde après une victoire 5-3 contre la Suède après être mené 3-1. Avec 11 points, Heatley est le meilleur pointeur du tournoi en plus d'être sacré meilleur attaquant. Il fait partie de la première équipe-type du tournoi en compagnie des attaquants Jaromír Jágr (République tchèque) et Ville Peltonen (Finlande).
Heatley prend part à la Coupe du monde 2004 organisée par la LNH pendant les mois d'août et de septembre. Alors que le Canada remporte la Coupe du monde en battant la Finlande, Heatley ne marque aucun but et est limité à deux mentions d'aide en six matchs.
La saison 2004-2005 de la LNH est touchée par un lock-out et le 13 octobre 2004, Heatley signe un contrat avec le CP Berne dans la Ligue nationale A en Suisse. Après 16 matchs et 24 points dans la capitale suisse, il part jouer pour le Ak Bars Kazan dans le championnat de Russie, la Superliga, retrouvant son coéquipier des Thrashers, Kovaltchouk. En onze matchs, Heatley ne marque que trois buts et quatre points mais l'équipe se qualifie pour les séries avec la quatrième place. Ils se font toutefois inclinés trois matchs à deux contre le Lokomotiv Iaroslavl.
Fin avril 2005, Heatley prend part au championnat du monde 2005. Lors du tournoi final, Heatley marque un but à contre la Slovaquie en quarts de finale ainsi que face à la Russie en demi-finale. Le Canada perd toutefois la finale 3-0 contre la République tchèque et remporte la médaille d'argent. Heatley connaît un tournoi mitigé avec trois buts et quatre aides en neuf matchs.

### Les Sénateurs d'Ottawa

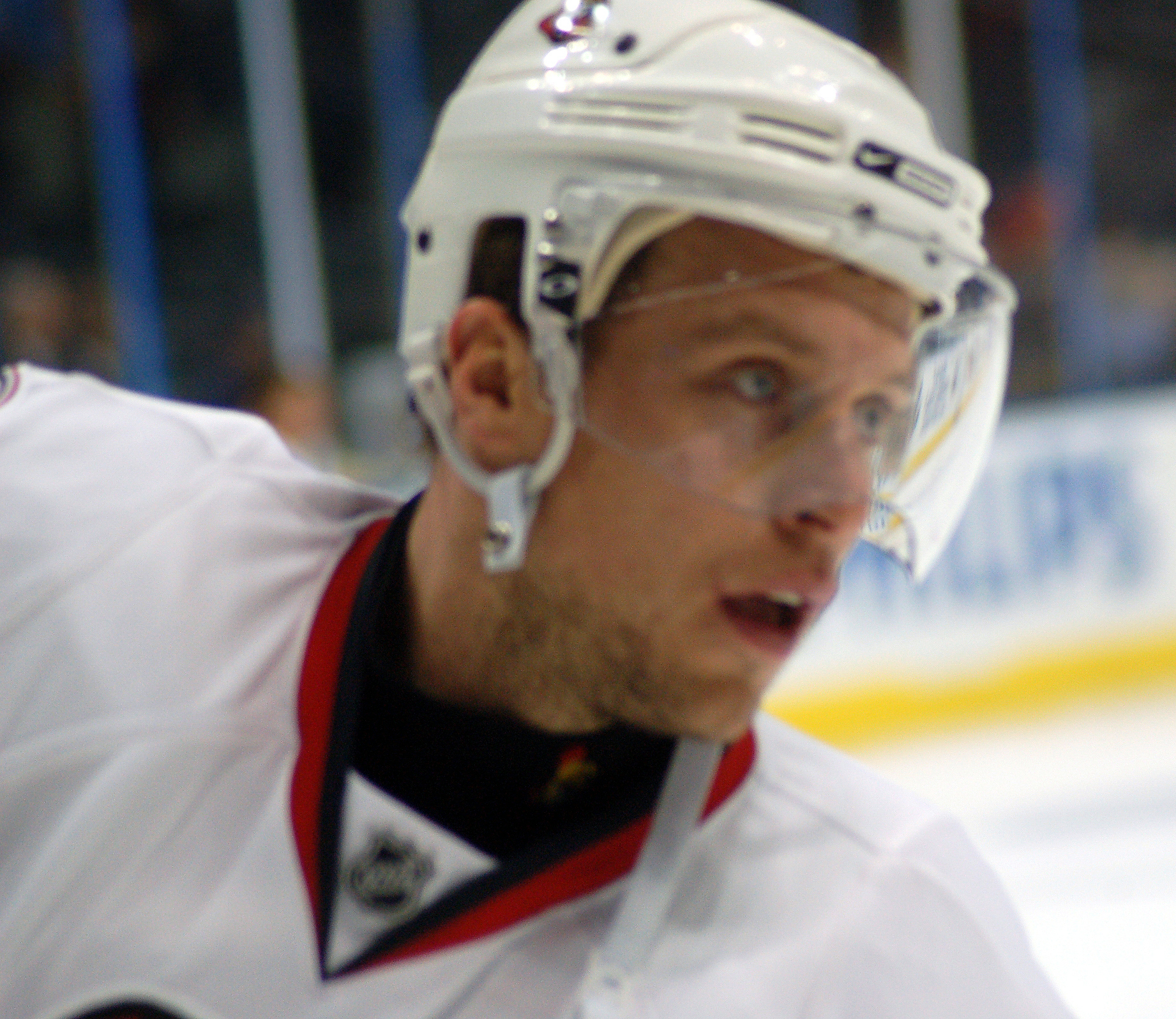
Heatley avec les Sénateurs d'Ottawa.

La LNH reprend ses activités pour la saison 2005-2006. Heatley ne fait plus partie de l’équipe des Thrashers puisqu’en août 2005 sur sa demande, il quitte le club, ne parvenant pas à se remettre de la mort de Snyder ; il rejoint les Sénateurs d'Ottawa en retour de Marián Hossa et de Greg de Vries et signe directement un contrat de trois ans et 13,5 millions de dollars.
Il commence sa saison en lion récoltant au moins un point à ses 22 premiers matchs ; il s'agit de la deuxième plus longue séquence dans la LNH pour un joueur qui débute avec une équipe depuis Wayne Gretzky avec les Kings de Los Angeles en 1988-1989. C'est dans cette saison que la ligue a décidé d'introduire les tirs de fusillade après cinq minutes de prolongation et Heatley devient le deuxième joueur à marquer durant cette séance contre les Maple Leafs de Toronto, le premier étant Daniel Alfredsson dans cette même partie. Jouant sur la même ligne que Alfredsson et Jason Spezza,, il compte son centième but en carrière le 12 décembre contre l'Avalanche du Colorado.
Le 2 janvier 2006, Heatley joue son premier match à Atlanta depuis son échange et il est largement hué par les fans des Thrashers. Les Sens subissent une défaite embarrassante de 8-3 mais le numéro 15 marque tout de même un but. Heatley est choisi pour jouer avec l'équipe du Canada pour les Jeux olympiques d'hiver en février se tenant à Turin en Italie. Il marque un but à chacun de ses deux premiers matchs. L'équipe canadienne termine à la septième place du tournoi olympique à la suite d'une défaite en quarts de finale face à l'équipe de Russie .

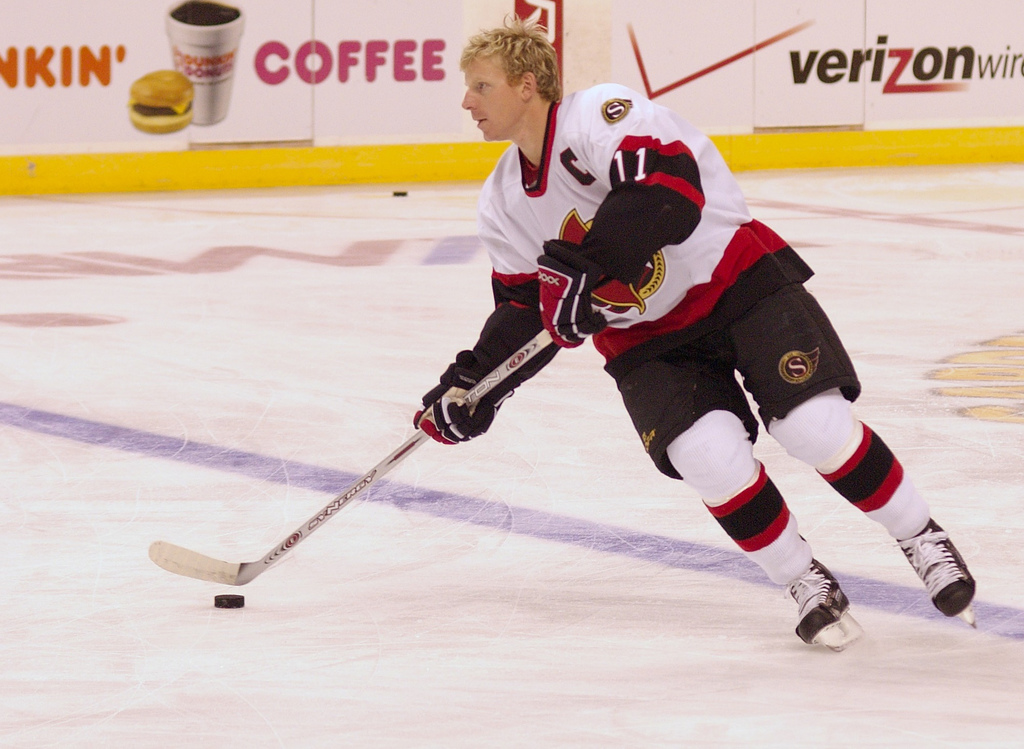
Durant son passage à Ottawa, Heatley joue sur la même ligne que Daniel Alfredsson.

En fin de saison, il devient le premier joueur de l'équipe à marquer 100 points ainsi que 50 buts sur une saison. Avec 103 points, il est à égalité avec Alfredsson au niveau des points et le meilleur buteur d'Ottawa avec 50 buts mais est cinquième dans la ligue derrière Jonathan Cheechoo (56), Jaromír Jágr (54), Aleksandr Ovetchkine (52) et Kovaltchouk (52). Premiers de la division Nord-Est et de l'association de l'Est, Ottawa est qualifié pour les séries mais est éliminé au deuxième tour par les Sabres de Buffalo. Heatley est nommé dans la deuxième équipe d'étoiles de la LNH en compagnie de Eric Staal et Alfredsson parmi les attaquants.
En 2006-2007, Heatley joue pour l'Association de l'Est lors du 55e Match des étoiles de la LNH. En fin de saison, il totalise encore une fois 50 buts, deuxième derrière Vincent Lecavalier du Lightning qui a marqué deux buts de plus, et 105 points, quatrième derrière les 120 points de Sidney Crosby. Il devient le premier joueur depuis Pavel Boure à réaliser deux saisons consécutives de 50 buts. Les Sens sont qualifiés pour les séries avec 105 points ainsi que la deuxième place de leur division et accèdent en finale de la Coupe Stanley après avoir éliminé successivement les Penguins de Pittsburgh, les Devils du New Jersey puis les Sabres de Buffalo mais perdent la finale 4 matchs à 1 face aux Ducks d'Anaheim. Le trio Alfredsson-Spezza-Heatley comptabilise chacun 22 points lors de ces 20 matchs éliminatoires. Heatley est nommé dans la première équipe d'étoiles de la LNH accompagné de Crosby et Ovetchkine.
Lors de la campagne 2007-2008, Heatley et les Sénateurs s'entendent le 3 octobre 2007 sur une prolongation de contrat de six ans et 45 millions de dollars. Il est choisi pour jouer le 56e Match des étoiles de la LNH se tenant à Atlanta ; il ne peut y jouer à cause d'une blessure à l'épaule et est remplacé par Marc Savard. En 71 parties, Heatley est le meilleur buteur de l'équipe (41) et troisième pointeur (82) derrière Spezza et Alfredsson. Les Sénateurs sont deuxièmes dans leur division et septièmes de l'Association mais sont balayés en quatre matchs par les Penguins.

### Suite
À la suite du dévoilement médiatique de son mécontentement, Dany fut échangé aux Sharks de San Jose le 12 septembre 2009 avec un choix de cinquième ronde en retour de l'ailier droit Jonathan Cheechoo, de l'ailier gauche Milan Michalek et d'un choix de deuxième ronde. Le 3 juillet 2011, les Sharks de San José l'échangent au Wild du Minnesota contre Martin Havlát.

### En équipe nationale
Il représente l'équipe du Canada de hockey sur glace. Il a participé aux Jeux olympiques d'hiver de 2006 à Turin ainsi qu'à plusieurs mondiaux.En 2010 il participe aux Jeux de Vancouver et gagne sa première médaille d'or olympique.

## Statistiques

### En club
| Saison     | Équipe                 | Ligue      |     | Saison régulière | Saison régulière | Saison régulière | Saison régulière | Saison régulière |    | Séries éliminatoires | Séries éliminatoires | Séries éliminatoires | Séries éliminatoires | Séries éliminatoires |
| Saison     | Équipe                 | Ligue      | PJ  | B                | A                | Pts              | Pun              | PJ               | B  | A                    | Pts                  | Pun                  |                      |                      |
| 1996-1997  | Blazers de Calgary     | LHMA       | 25  | 30               | 42               | 72               | 26               | -                | -  | -                    | -                    | -                    |                      |                      |
| 1997-1998  | Buffaloes de Calgary   | LHMA       | 36  | 39               | 42               | 81               | 34               | 10               | 10 | 12                   | 22                   | 30                   |                      |                      |
| 1998-1999  | Canucks de Calgary     | LHJA       | 60  | 70               | 56               | 126              | 91               | 13               | 22 | 13                   | 35                   | 6                    |                      |                      |
| 1999-2000  | Badgers du Wisconsin   | NCAA       | 38  | 28               | 28               | 56               | 32               | -                | -  | -                    | -                    | -                    |                      |                      |
| 2000-2001  | Badgers du Wisconsin   | NCAA       | 39  | 24               | 33               | 57               | 74               | -                | -  | -                    | -                    | -                    |                      |                      |
| 2001-2002  | Thrashers d'Atlanta    | LNH        | 82  | 26               | 41               | 67               | 56               | -                | -  | -                    | -                    | -                    |                      |                      |
| 2002-2003  | Thrashers d'Atlanta    | LNH        | 77  | 41               | 48               | 89               | 58               | -                | -  | -                    | -                    | -                    |                      |                      |
| 2003-2004  | Thrashers d'Atlanta    | LNH        | 31  | 13               | 12               | 25               | 18               | -                | -  | -                    | -                    | -                    |                      |                      |
| 2004-2005  | CP Berne               | LNA        | 16  | 14               | 10               | 24               | 58               | -                | -  | -                    | -                    | -                    |                      |                      |
| 2004-2005  | Ak Bars Kazan          | Superliga  | 11  | 3                | 1                | 4                | 22               | 4                | 2  | 1                    | 3                    | 4                    |                      |                      |
| 2005-2006  | Sénateurs d'Ottawa     | LNH        | 82  | 50               | 53               | 103              | 86               | 10               | 3  | 9                    | 12                   | 11                   |                      |                      |
| 2006-2007  | Sénateurs d'Ottawa     | LNH        | 82  | 50               | 55               | 105              | 74               | 20               | 7  | 15                   | 22                   | 14                   |                      |                      |
| 2007-2008  | Sénateurs d'Ottawa     | LNH        | 71  | 41               | 41               | 82               | 76               | 4                | 0  | 1                    | 1                    | 6                    |                      |                      |
| 2008-2009  | Sénateurs d'Ottawa     | LNH        | 82  | 39               | 33               | 72               | 88               | -                | -  | -                    | -                    | -                    |                      |                      |
| 2009-2010  | Sharks de San José     | LNH        | 82  | 39               | 43               | 82               | 54               | 14               | 2  | 11                   | 13                   | 16                   |                      |                      |
| 2010-2011  | Sharks de San José     | LNH        | 80  | 26               | 38               | 64               | 56               | 18               | 3  | 6                    | 9                    | 12                   |                      |                      |
| 2011-2012  | Wild du Minnesota      | LNH        | 82  | 24               | 29               | 53               | 28               | -                | -  | -                    | -                    | -                    |                      |                      |
| 2012-2013  | Wild du Minnesota      | LNH        | 36  | 11               | 10               | 21               | 8                | -                | -  | -                    | -                    | -                    |                      |                      |
| 2013-2014  | Wild du Minnesota      | LNH        | 76  | 12               | 16               | 28               | 18               | 11               | 1  | 5                    | 6                    | 4                    |                      |                      |
| 2014-2015  | Ducks d'Anaheim        | LNH        | 6   | 0                | 0                | 0                | 0                | -                | -  | -                    | -                    | -                    |                      |                      |
| 2014-2015  | Admirals de Norfolk    | LAH        | 24  | 2                | 5                | 7                | 8                | -                | -  | -                    | -                    | -                    |                      |                      |
| 2014-2015  | Rampage de San Antonio | LAH        | 18  | 6                | 7                | 13               | 8                | 3                | 0  | 0                    | 0                    | 0                    |                      |                      |
| 2015-2016  | Nurnberg Ice Tigers    | DEL        | 46  | 17               | 15               | 32               | 30               | 12               | 2  | 3                    | 5                    | 14                   |                      |                      |
| Totaux LNH | Totaux LNH             | Totaux LNH | 869 | 372              | 419              | 791              | 620              | 77               | 16 | 47                   | 63                   | 63                   |                      |                      |

### En équipe nationale
| Année | Équipe        | Compétition                 |   | PJ | B | A  | Pts | Pun | +/-                |  | Résultat |
| 2000  | Canada junior | Championnat du monde junior | 7 | 2  | 2 | 4  | 4   | -1  | Médaille de bronze |  |          |
| 2001  | Canada junior | Championnat du monde junior | 7 | 3  | 2 | 5  | 10  | +2  | Médaille de bronze |  |          |
| 2002  | Canada        | Championnat du monde        | 7 | 2  | 2 | 4  | 2   | -1  | Sixième place      |  |          |
| 2003  | Canada        | Championnat du monde        | 9 | 7  | 3 | 10 | 10  | +9  | Médaille d'or      |  |          |
| 2004  | Canada        | Championnat du monde        | 9 | 8  | 3 | 11 | 4   | +3  | Médaille d'or      |  |          |
| 2004  | Canada        | Coupe du Monde              | 6 | 0  | 2 | 2  | 2   | 0   | Médaille d'or      |  |          |
| 2005  | Canada        | Championnat du monde        | 9 | 3  | 4 | 7  | 16  | +1  | Médaille d'argent  |  |          |
| 2006  | Canada        | Jeux olympiques             | 6 | 2  | 1 | 3  | 8   | +1  | Septième place     |  |          |
| 2008  | Canada        | Championnat du monde        | 9 | 12 | 8 | 20 | 4   | +13 | Médaille d'argent  |  |          |
| 2009  | Canada        | Championnat du monde        | 9 | 6  | 4 | 10 | 8   |     | Médaille d'argent  |  |          |
| 2010  | Canada        | Jeux olympiques             | 7 | 4  | 3 | 7  | 4   | +1  | Médaille d'or      |  |          |

## Trophées et honneurs personnels

### Ligue de hockey junior de l'Alberta
- 1998-1999 : nommé dans la première équipe d'étoiles.
- 1998-1999 : élu joueur de l'année.
- 1998-1999 : élu junior A canadien de la saison.

### Championnat NCAA de hockey sur glace
- 1999-2000 : nommé dans l'équipe des joueurs débutants de la WCHA.
- 1999-2000 : nommé dans l'équipe d'étoiles de la WCHA.
- 1999-2000 : élu meilleur joueur débutant de la WCHA.
- 1999-2000 : nommé dans la seconde équipe des américains de la NCAA Ouest.
- 2000-2001 : nommé dans l'équipe d'étoiles de la WCHA.
- 2000-2001 : nommé dans la première équipe des américains de la NCAA Ouest.

### Ligue nationale de hockey

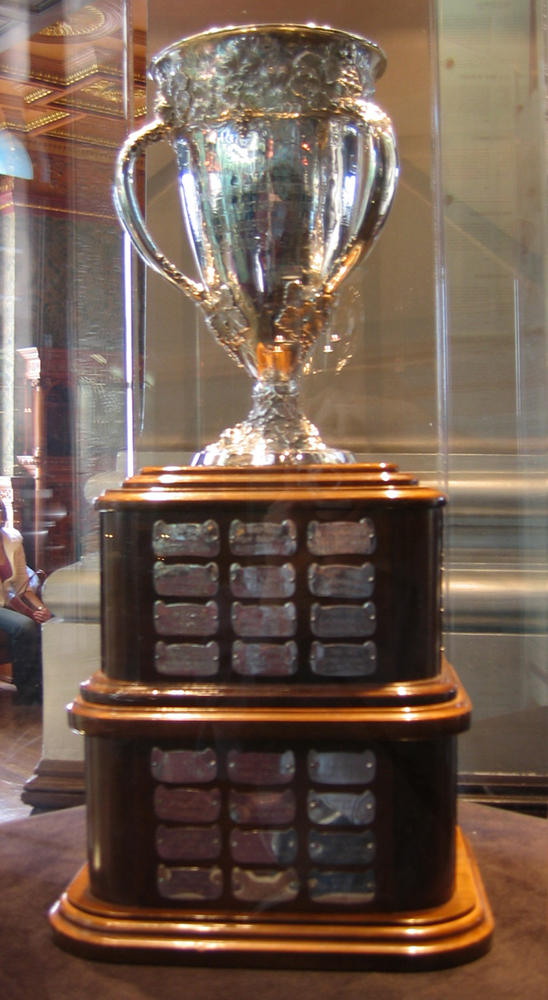
Le trophée Calder que Heatley remporte en 2002.

- 2001-2002 : remporte le Trophée Calder récompensant le meilleur joueur débutant de la ligue.
- 2001-2002 : participe au Match des étoiles des meilleurs jeunes joueurs.
- 2001-2002 : nommé dans l'équipe des meilleurs jeunes joueurs.
- 2002-2003 : participe au 53e Match des étoiles de la Ligue nationale de hockey
- 2002-2003 : nommé meilleur joueur du 53e Match des étoiles de la Ligue nationale de hockey
- 2006-2007 : participe au 55e Match des étoiles de la Ligue nationale de hockey
- 2007-2008 : sélectionné pour le 56e Match des étoiles de la Ligue nationale de hockey mais ne peut y participer pour cause de blessure. Il est remplacé par Marc Savard.

### Championnat du monde de hockey sur glace
- 2003 : élu dans l'équipe type.
- 2004 : élu meilleur joueur.
- 2004 : élu meilleur attaquant.
- 2004 : élu dans l'équipe type.
- 2008 : élu meilleur joueur.
- 2008 : élu meilleur attaquant.
- 2008 : élu dans l'équipe type des medias.